# Amakusanthura signata
Amakusanthura signata là một loài chân đều trong họ Anthuridae. Loài này được Menzies & Glynn miêu tả khoa học năm 1968.